# Rynna Birkenmajera

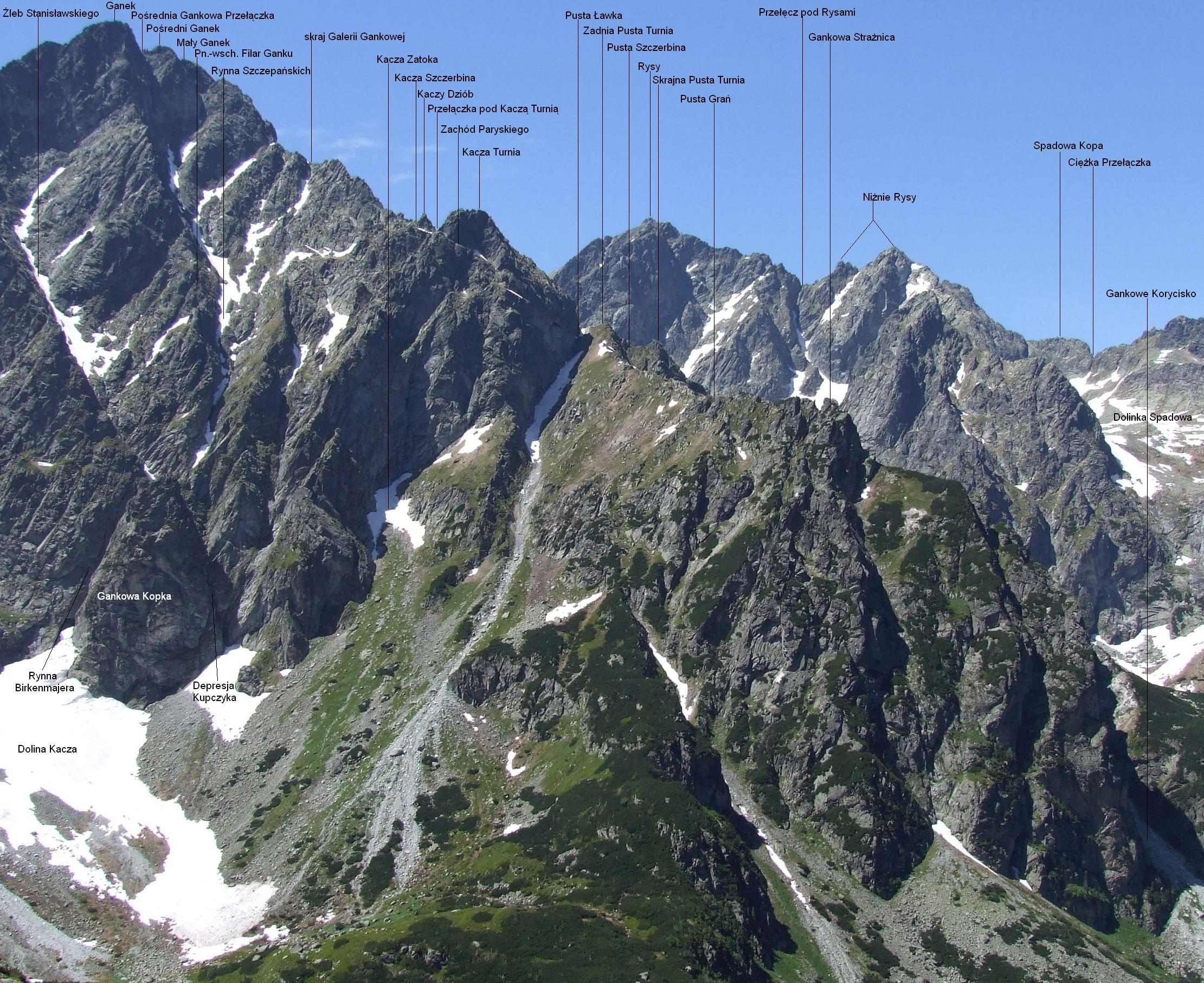
Widok z Doliny Litworowej

Rynna Birkenmajera (słow. Birkenmajerov žľab) – depresja w masywie Ganku w słowackich Tatrach Wysokich będąca dolną częścią Rynny Szczepańskich (przez Władysława Cywińskiego nazywanej także Żlebem Świerza) i Żlebu Stanisławskiego. Obydwie te depresje opadające do Doliny Kaczej łączą się z sobą powyżej Gankowej Kopki tworząc Rynnę Birkenmajera. Rynna Szczepańskich wraz z Rynną Birkenmajera mają największą w całym masywie Ganku deniwelację – około 680 m.
Nazwa Rynna źle oddaje charakter depresji, w istocie bowiem jest to komin. Ma wysokość około 100 m, jest wąski, bardzo stromy i prawie zawsze mokry. Oddziela Gankową Kopkę, która topograficznie należy do Małego Ganku od Rumanowego Mnicha. U jego wylotu na wysokości około 1730 m zawsze zalega wielki płat śniegu (śnieżnik) mający kształt gruszki z zagiętą szypułką. Pomiędzy nim a wylotem komina jest głęboka szczelina brzeżna. W kominie jest kilka progów i zablokowanych skał tworzących przewieszki. Można je ominąć bocznymi ściankami.
Rynną Birkenmajera prowadzi droga wspinaczkowa Północno-wschodnią depresją. Czas jej przejścia 7 godz., czas przejścia Rynny Birkenmajera 2 godz. i V w skali tatrzańskiej. Rynna Birkenmajera stanowi zimą podstawowy sposób wejścia na najpopularniejszą w tym rejonie drogę wspinaczkową – Północno-wschodni Filar Ganku. Przejście Rynny Birkenmajera zimą jest dużo łatwiejsze niż latem.

## Pierwsze przejście
- letnie: Juliusz Szumski i Jerzy Woźniak 17 sierpnia 1947 r.[2]
- zimowe: Wincenty Birkenmajer i Stanisław Groński 14 kwietnia 1933 r. Przejście to dla słynnego taternika W. Birkenmajera zakończyło się tragicznie. Zamiarem taterników było pierwsze zimowe przejście Północno-wschodnim Filarem Ganku, jednak z powodu osłabienia Birkenmajera musieli wycofać się spod szczytu. Po kilku dniach spędzonych w skałach Ganku Birkenmajer zmarł z wycieńczenia. Tragedię tę taternicy nazywają błędem Birkenmajera a opisał ją Wawrzyniec Żuławski w „Tragediach tatrzańskich”[2]. Wyprawa po ciało Birkenmajera była jedną z najtrudniejszych w historii ratownictwa tatrzańskiego[3].